# Kama (Königin)
Kama (auch Kamorama Merimut II.; 790 bis 749 v. Chr.) ist der Name einer altägyptischen Königin, Mutter des Osorkon III., die der 22. oder 23. Dynastie zuzuordnen ist. Ihr vollständig erhaltenes Grab, das mit wertvollen Grabbeigaben ausgestattet war, wurde in Leontopolis nahe Bubastis entdeckt, einer Region, in der die Göttin Bastet einen großen Kultstatus innehatte.